# Murdannia cryptantha
Murdannia cryptantha là một loài thực vật có hoa trong họ Commelinaceae. Loài này được Faden mô tả khoa học đầu tiên năm 1993.